# Векман, Йоуни
Йо́уни Ве́кман (фин. Jouni Weckman; род. XX век, Финляндия) — финский кёрлингист.
В составе мужской сборной Финляндии участник чемпионата мира 1997. Чемпион Финляндии среди мужчин (1996).

## Достижения
- Чемпионат Финляндии по кёрлингу среди мужчин: золото (1996)

## Команды
| Сезон   | Четвёртый              | Третий               | Второй               | Первый          | Запасной                     | Турниры            |
| ------- | ---------------------- | -------------------- | -------------------- | --------------- | ---------------------------- | ------------------ |
| 1995—96 | Маркку Уусипаавалниеми | Юсси Уусипаавалниеми | Раймо Линд           | Hannu Nieminen  | Йоуни Векман                 | ЧФМ 1996           |
| 1996—97 | Маркку Уусипаавалниеми | Вилле Мякеля         | Юсси Уусипаавалниеми | Томми Хяти      | Йоуни Векман                 | ЧМ 1997 (10 место) |
| 2013—14 | Юсси Уусипаавалниеми   | Jukka Savonen        | Markus Kaustinen     | Петри Тсутсунен | Petri Manninen, Йоуни Векман | ЧФМ 2014 (7 место) |

(скипы выделены полужирным шрифтом)